# Schurův rozklad
Schurův rozklad je rozklad čtvercové matice {\displaystyle A\in \mathbb {C} ^{n\times n}} ve tvaru {\displaystyle \displaystyle A=QRQ^{*}}, kde {\displaystyle \displaystyle Q} je unitární matice a {\displaystyle \displaystyle R} je horní trojúhelníková matice, která má na diagonále vlastní čísla matice {\displaystyle \displaystyle A}. V numerické lineární algebře se tento rozklad velmi často využívá, a to především k výpočtu vlastních čísel matice.

## Schurův rozklad normální matice
Je-li navíc matice {\displaystyle \displaystyle A} normální, tj. {\displaystyle \displaystyle AA^{*}=A^{*}A} (speciálně je-li matice {\displaystyle \displaystyle A} symetrická, hermitovská, antisymetrická, antihermitovská, ortogonální, nebo unitární), pak
{\displaystyle {\begin{array}{rl}(QRQ^{*})(QRQ^{*})^{*}&=(QRQ^{*})^{*}(QRQ^{*}),\\(QRQ^{*})(QR^{*}Q^{*})&=(QR^{*}Q^{*})(QRQ^{*}),\\QRR^{*}Q^{*}&=QR^{*}RQ^{*},\\RR^{*}&=R^{*}R,\end{array}}}
je také matice {\displaystyle \displaystyle R} normální. Porovnáním (diagonálních) prvků matic {\displaystyle \displaystyle RR^{*}} a {\displaystyle \displaystyle R^{*}R} zjistíme, že matice {\displaystyle \displaystyle R} je diagonální.
Porovnáním prvních prvků prvního řádku rovnosti
{\displaystyle [RR^{*}]_{1,1}=|r_{1,1}|^{2}+\sum _{j=2}^{n}|r_{1,j}|^{2}=|r_{1,1}|^{2}=[R^{*}R]_{1,1},}
dostaneme {\displaystyle \displaystyle r_{1,j}=0}, {\displaystyle \displaystyle j=2,\ldots ,n}. Analogicky postupujeme dále.

## Schurova věta
Pro libovolnou matici {\displaystyle \displaystyle A\in \mathbb {C} ^{n\times n}} existuje unitární matice {\displaystyle \displaystyle Q} tak, že {\displaystyle \displaystyle R=Q^{*}AQ} je horní trojúhelníková matice s vlastními čísly matice {\displaystyle \displaystyle A} na diagonále v libovoném předepsaném pořadí.
Je-li navíc matice {\displaystyle \displaystyle A} normální, je matice {\displaystyle R} diagonální.

## Výpočet
K výpočtu Schurova rozkladu se využívá QR algoritmu, který je založen na QR rozkladu. Avšak pro matici řádu většího nebo rovno 5 nelze obecně spočíst tento rozklad v konečném počtu kroků.